# Hjärtekrossaren
Hjärtekrossaren (engelska: The Heartbreak Kid) är en amerikansk romantisk komedifilm från 1972 i regi av Elaine May. I huvudrollerna ses Charles Grodin, Jeannie Berlin, Eddie Albert, Audra Lindley, Doris Roberts och Cybill Shepherd.

## Rollista i urval
- Charles Grodin - Lenny Cantrow
- Cybill Shepherd - Kelly Corcoran
- Jeannie Berlin - Lila Kolodny
- Audra Lindley - Mrs. Corcoran
- Eddie Albert - Mr. Corcoran
- Doris Roberts - Mrs. Cantrow
- Martin Sherman - Mr. Johnson
- William Prince - man från Colorado
- Augusta Dabney - kvinna från Colorado